# Maria Koppenhöfer

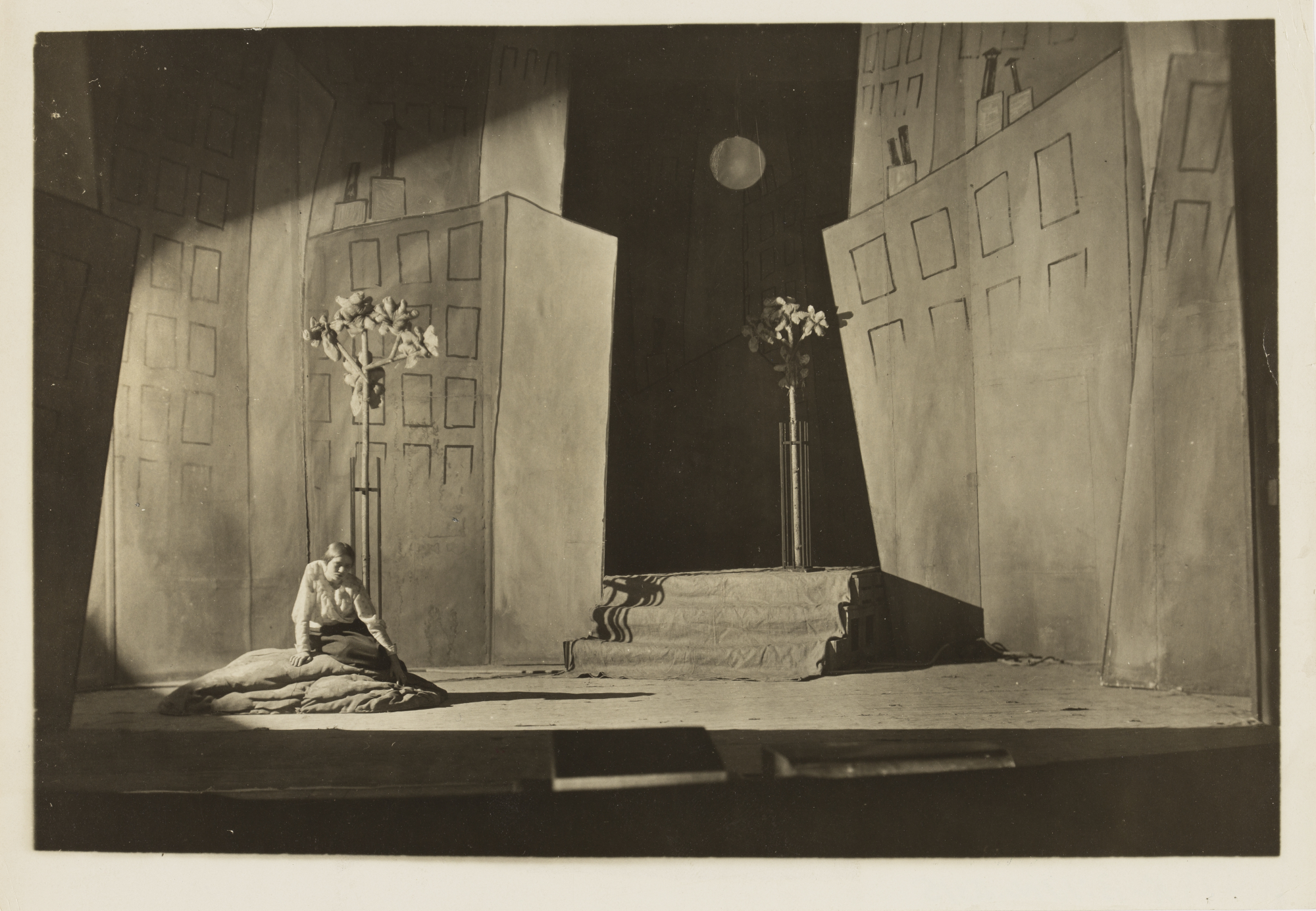
Maria Koppenhöfer in „Trommeln in der Nacht“, 1922

Maria Johanna Julia Koppenhöfer (* 11. Dezember 1901 in Stuttgart; † 29. November 1948 in Heidelberg) war eine deutsche Schauspielerin.

## Leben
Koppenhöfer war die Tochter der Tochter des Stuttgarter Hotelbesitzers Franz Koppenhöfer und seiner Frau Dorothea. Schon als Kind wollte sie Schauspielerin werden und erhielt ihre Ausbildung schließlich bei Emmy Remolt-Jessen, die sie schon mit zwölf Jahren in der Rolle der Iphigenie gesehen hatte.
1921 gab sie ihr Debüt als Lady Macduff an der Stuttgarter Volksbühne. Bereits eine Woche später wechselte sie in die Rolle der Lady Macbeth, und noch im selben Jahr verpflichtete Otto Falckenberg sie für die Münchner Kammerspiele. Dort spielte sie bis 1924 in zahlreichen Stücken, u. a. von Shakespeare, Turgenjew, Kleist und Wedekind.
Nach weiteren Engagements in München und Köln kam sie 1925 ans Deutsche Theater Berlin und 1926 ans Preußische Staatstheater Berlin.
Seit der Frühzeit des Tonfilms stand Maria Koppenhöfer in markanten Nebenrollen häufig auch vor der Kamera. Während sie auf der Bühne vorzugsweise klassische Frauengestalten gab, wurde sie im nationalsozialistischen Kino früh auf das Mütterfach festgelegt (Der Raub der Sabinerinnen, 1935/1936; Anna Favetti, 1938; Wetterleuchten um Barbara, 1940/1941; Wenn die Sonne wieder scheint, 1942/1943; Die Schenke zur ewigen Liebe, 1944/1945). Doch selbst hier fand sie genug Raum für ihr nuancenreiches Spiel, und weiche, gefühlvolle Charaktere wurden von ihr ebenso überzeugend dargestellt wie strenge und stattliche. Seit Mitte der 1930er Jahre verkörperte sie wiederholt auch Königinnen und Damen der Oberschicht (Der Herrscher, 1936/1937; Die kleine und die große Liebe, 1937/1938; Das Herz der Königin, 1939/1940; Bismarck, 1940). Das Spektrum ihrer Ausdrucksmöglichkeiten reichte dabei bis zum Lasterhaften oder zum Hexenhaft-Dämonischen (Andalusische Nächte, 1936/1937; Johannisfeuer, 1939; Das Herz der Königin, 1939/1940). Jüngere Frauen hat sie dagegen nur ganz vereinzelt dargestellt (Tiefland, 1940–1944).
1943 wurde Maria Koppenhöfer zur Staatsschauspielerin ernannt. Sie stand 1944 in der Gottbegnadeten-Liste des Reichsministeriums für Volksaufklärung und Propaganda.
Das Ende des Zweiten Weltkrieges beendete ihre Filmlaufbahn. Bis kurz vor ihrem Krebstod arbeitete sie in München und Frankfurt am Main jedoch noch als Bühnendarstellerin. Der Spiegel nannte sie in seinem Nachruf 1948 „eine der wandlungsfähigsten Frauen der deutschen Bühne und des Films“.

## Filmografie
- 1931: Opernredoute (Regie: Max Neufeld)
- 1931: 24 Stunden aus dem Leben einer Frau (Robert Land)
- 1932: Unheimliche Geschichten (Richard Oswald)
- 1932: Rosmarin im Glück (Richard Löwenbein) (Kurzfilm)
- 1932: Das erste Recht des Kindes (Fritz Wendhausen)
- 1933: Ein Lied für Dich(Joe May)
- 1933: Flüchtlinge (Gustav Ucicky)
- 1934: So endete eine Liebe (Karl Hartl)
- 1935: Kater Lampe (Veit Harlan)
- 1935: Das Mädchen Johanna
- 1935: Friesennot (Willi Krause)
- 1936: Der Raub der Sabinerinnen (Robert A. Stemmle)
- 1936: Das Mädchen Johanna (Gustav Ucicky)
- 1936: Schlußakkord
- 1937: Der Herrscher (Veit Harlan)
- 1937: Gewitterflug zu Claudia (Erich Waschneck)
- 1937: Der Berg ruft (Luis Trenker)
- 1938: Schüsse in Kabine 7 (Carl Boese)
- 1938: Die kleine und die große Liebe
- 1938: Der Clown (Kurt Rupli) (Kurzfilm)
- 1938: Andalusische Nächte (Herbert Maisch)
- 1938: Was tun, Sibylle? (Peter Paul Brauer)
- 1938: Schatten über St. Pauli (Fritz Kirchhoff)
- 1938: Maja zwischen zwei Ehen (Fritz Kirchhoff)
- 1938: Eine Frau kommt in die Tropen (Harald Paulsen)
- 1938: Anna Favetti (Erich Waschneck)
- 1939: Johannisfeuer (Arthur Maria Rabenalt)
- 1939: Der Weg zu Isabel (Erich Engel)
- 1940: Das Herz der Königin (Carl Froelich)
- 1940: Wetterleuchten um Barbara (Werner Klingler)
- 1940: Kora Terry (Georg Jacoby)
- 1940: Bismarck (Wolfgang Liebeneiner)
- 1940: Aberglaube (Walther Ruttmann) (Kurz-Dokumentarfilm)
- 1940/54: Tiefland (Leni Riefenstahl)
- 1942: Der Fall Rainer (Paul Verhoeven)
- 1942/51: Augen der Liebe (Alfred Braun)
- 1943: Wenn die Sonne wieder scheint (Boleslaw Barlog)
- 1943: Ein Mann mit Grundsätzen? (Géza von Bolváry)
- 1944: Seinerzeit zu meiner Zeit (Boleslaw Barlog)
- 1945: Die Schenke zur ewigen Liebe (unvollendet) (Alfred Weidenmann)
- 1945: Der Puppenspieler (unvollendet) (Alfred Braun)
- 1950: Sie sind nicht mehr (Werner Malbran) (Kompilationsfilm)